# Paepalanthus moedensis
Paepalanthus moedensis är en gräsväxtart som beskrevs av Silveira. Paepalanthus moedensis ingår i släktet Paepalanthus och familjen Eriocaulaceae. Inga underarter finns listade i Catalogue of Life.